# Albert Monnier
Pour les articles homonymes, voir Monnier.
Pour le photographe français, voir Albert Monier.
Henri Albert Monnier, né à Paris le 22 juillet 1815 et mort à Fontenay-sous-Bois le 1er juillet 1869, est un écrivain, biographe et auteur dramatique français.

## Œuvres
Liste non exhaustive
- Le Dada de Paimbœuf, avec Édouard Martin
- Mauricette (vaudeville en un acte)
- Le Bûcher de Sardanapale (vaudeville en un acte)
- Un oncle aux carottes avec  Édouard Martin
- Coqsigrue poli par amour (vaudeville en un acte)
- Ce que vivent les roses (comédie-vaudeville en un acte)
- Turlututu chapeau pointu (féerie) avec Édouard Martin et Clairville
- Lucrezia Borgia (opéra) sur une musique de Gaetano Donizetti

Biographies :
- Biographie de Charles Deburau fils
- Biographie de Laferrière
- Biographie de Deburau  avec Charles Deburau